# Xylosma proctorii
Xylosma proctorii là một loài thực vật thuộc họ Salicaceae. Đây là loài đặc hữu của Jamaica.